# Куяновская волость
Куяновская волость — административно-территориальная единица Сумского уезда Харьковской губернии в составе Российской империи. Административный центр — село Куяновка.
В состав волости входило 1120 дворов в 33-х поселениях 15-и общин.
Всего в волости проживало 3658 человек мужского пола и 3655 — женского. Крупнейшие поселения волости по состоянию на 1914 год:
- село Кальченков — 1270 жителей.

Старшина волости являлся Петр Кузьмич Дудченко, волостным писарем был Игнат Федотович Зубко, председателем волостного суда — Петр Матвеевич Тищенко.